# هنري غيلبرت
هنري غيلبرت (بالإنجليزية: Henry Gilbert)‏ هو كاتب أمريكي، ولد في 1868، وتوفي في 1937.